# 김다솔
김다솔(金다솔, 1989년 1월 4일 ~ )은 대한민국의 축구 선수로, 포지션은 골키퍼이다. 현 FC 안양 소속이다.

## 클럽 경력
김다솔은 진주고등학교를 졸업하고 연세대학교에 입학했다. 2학년이던 2008년 전국춘계대학축구연맹전에서 연세대학교의 골문을 지키며 우승을 이끌었고 골키퍼 상을 받았다. 한 달 후인 2008년 5월 21일에 열린 대전 시티즌과의 FA컵 32강전에서 후반 87분 교체 투입되어 승부 차기에서 3-1 승리를 이끌었다. 대전 시티즌을 이긴 후 인터뷰에서 프로팀과 한번 더 맞붙고 싶다고 밝혔다.
이후 2010 K리그 드래프트에서 포항 스틸러스에 2순위로 지명돼 입단하였다. 3월 6일 대구 FC와의 K리그 2010 2라운드에서 전반 34분 부상을 당한 신화용을 대신해 출전하면서 K리그 데뷔전을 치렀다. 이듬해 4월 20일 리그컵 경기에 두 번째 출전을 했지만 0-1로 패배하였다.
2011 시즌 7경기에 출전하며 보다 많은 경기에 모습을 드러내었고 2012 시즌 주전 골키퍼 신화용과 로테이션 형식으로 출전하였으나, 끝내 주전 자리를 차지하지는 못하였다.
2015 시즌 대전 시티즌으로의 이적에 합의하였으나 메디컬 테스트에 탈락하였다. 이로 인해 이적이 무산될 뻔하였으나 결국 입단에 성공하였다.
하지만 부상으로 인해 2015 시즌 한 경기도 뛰지 못하였으며, 광주 FC와의 시즌 마지막 경기에서 교체 명단에 이름을 올린 것이 전부였다.
시즌 종료 후 인천 유나이티드로 이적하였다.
2017년 인천에서 방출되어 반년간 무적 신분으로 지냈으며, 동년 6월 수원 FC에 입단하였다.
2019 시즌을 앞두고 수원 삼성 블루윙즈에 입단했다.
2021 시즌을 앞두고 K리그2의 전남 드래곤즈로 이적했다.

## 국가대표 경력
2008년 아르헨티나 U-19와의 친선 경기를 앞두고 대한민국 U-19 대표팀에 소집되었다. 같은 해 10월 17일 2008년 AFC U-19 챔피언십 최종 엔트리에 선발되었다.
2009년 2월 25일 20세 이하 대표팀에 선발되었다. 이후 9월 10일 2009년 FIFA U-20 월드컵 출전 명단에 포함되었다.
2009년 12월 1일, 같은 달 19일 열리는 한일전을 앞둔 올림픽 대표팀에 소집되었다.

## 수상

### 클럽
- K리그
  - K리그 클래식 2013 우승
- FA컵
  - FA컵 2012, FA컵 2013 우승
  - FA컵 2019 우승
  - FA컵 2021 우승